# 59 Orionis
59 Orionis, eller V1004 Orionis, är en pulserande variabel av Delta Scuti-typ (DSCTC) i stjärnbilden Orion.
59 Orionis varierar mellan visuell magnitud +5,88 och 5,92 med en period av 0,0611 dygn eller 88,0 minuter. Den befinner sig på ett avstånd av ungefär 365 ljusår.